# Тања Вујичић Вуковић
Тања Вујичић Вуковић (Мостар, 5. јули 1990) је бивша српска и босанскохерцеговачка манекенка. Била је Мис Босне и Херцеговине за 2008. годину и исте године учествовала на Избору за Мис Свијета у Јужноафричкој Републици.

## Биографија
Тања се родила у Мостару, одрасла и завршила основну школу и гимназију у Невесињу. Моделингом се почела бавити пред крај средњошколског образовања. Мис Босне и Херцеговине постала је у Бихаћу 2008. године. Прије тога постала је и Мис Херцеговине. У родном Невесињу су јој спремили дочек после избора и титуле Мис Босне и Херцеговине.

## Каријера и свјетски избор љепоте
Након добијања ленте за најљепшу дјевојку у Босни и Херцеговини, уписала је Економски факултет у Сарајеву и почела са спремањем за свјетски избор љепоте, који је те године требало да се одржи у Кијеву, али је пребачен у Јоханезбург у Јужноафричку Републику због нестабилних политичких прилика. Исте године почиње да ради за Дирекцију која бира Мис Босне и Херцеговине и агенцију за моделе и таленте ABC models MGMT International, када постаје њихово заштитно лице, особа за односе са јавношћу (ПР) и водитељ. Пред крај 2008. године, 13. децембра учествује на свјетском такмичењу љепоте гдје плијени својом појавом, иако није успјела да се пласира међу првих 15 кандидаткиња. Мис Свијета те године је постала Рускиња Ксенија Сукинова.
Тања ту није стала, враћа се у Сарајево и наставља са студијама. Паралелно гради каријеру у манекенским водама. Појављује се у телевизијским емисијама и учествује у хуманитарним акцијама. Факултет приводи крају, завршава га. У јесен 2012. године удаје се за колегу са студија Бојана Вуковића, напушта каријеру модела и посвећује се браку. Са супругом стиче сина Филипа. Доцније је наставила образовање и уписала постдипломске студије на Економском факултету у Подгорици, у Црној Гори. Радила је и изван Републике Српске, у Истанбулу, у Турској. Постала је и власница ленте избора за Мис Источне Херцеговине.
Тања Вујичић Вуковић, остала је скромна након свих успјеха и данас је пословна жена која се бави струком.

## Награде и титуле
- Мис Херцеговине (2008)
- Мис Босне и Херцеговине (2008)